# 3937 Bretagnon
3937 Bretagnon (1932 EO) là một tiểu hành tinh vành đai chính được phát hiện ngày 14 tháng 3 năm 1932 bởi Reinmuth, K. ở Heidelberg.